# Късмет, Чарли!
Късмет Чарли (на английски: Good Luck Charlie) е американски телевизионен сериал, излъчващ се в периода 2010 – 2014 г.

## Излъчване
| Сезон | Сезон | Епизоди | Начало на сезона | Край на сезона   |
| ----- | ----- | ------- | ---------------- | ---------------- |
|       | 1     | 26      | 4 април 2010     | 30 януари 2011   |
|       | 2     | 30      | 20 февруари 2011 | 27 ноември 2011  |
|       | 3     | 21      | 6 май 2012       | 20 януари 2013   |
|       | 4     | 20      | 28 април 2013    | 16 февруари 2014 |

## Сюжет
Сериалът се фокусира върху живота на семейство Дънкан. Фамилията се адаптира по раждането на четвъртото им дете – Чарли. Когато родителите ѝ – Ейми (медицинска сестра) и Боб (унищожител на гризачи) решават да се върнат на работа, те възлгат грижите за малката Чарли на трите си по-големи деца: Пи Джей, Теди и Гейб. Но докато те отглеждат малката си сестра, им се налага да се справят с типичните тийнейджърски проблеми в училище и вкъщи.
Случките във всеки епизод се заснемат от голямата сестра на Чарли – Теди, която ѝ приготвя видеодневник. Чрез този дневник, Теди се надява малката ѝ сестричка да научи полезни съвети за живота и да ги използва, след като и двете пораснат и Теди се изнесе от вкъщи. Присъща за края на всяко видео е репликата на Теди – „Късмет, Чарли“, която е емблематична и дава заглавието на сериала.

## Актьорски състав
- Бриджит Мендлър – Теди Дънкан
- Лий-Алин Бейкър – Ейми Дънкан
- Ерик Алън Креймър – Боб Дънкан
- Брадли Стивън Пери – Гейб Дънкан
- Миа Талерико – Чарли Дънкан
- Джейсън Дули – Пи Джей Дънкан

## Герои
- Теди Ребека Дънкан е 16-годишно момиче което е дъщеря на Ейми и Боб Дънкан, и сестра на Пи Джей, Гейб и Чарли Дънкън. Най-добрата ѝ приятелка е Айви. В първи сезон тя излиза със Спенсър, но когато разбира, че той ѝ изневерява, те късат. Във втори сезон тя започва да излиза с много други момчета, но често се разделя с тях. Тя е умна, отговорна и е добра сестра и дъщеря. Поради това Пи Джей я нарича „принцесата в къщата“ на Дънкан. Теди не може да танцува много добре и това оказва влияние върху здравето на приятелите ѝ.

- Пи Джей Дънкан е най-големият от децата на семейство Дънкън. Той е доста глуповат. Работи в заведението „Куики Чики“. Свири на китара и с приятеля си Емет имат група от двама. Родителите му вярват, че той никога няма да успее да завърши успешно училище и да се изнесе от семейния дом.

- Гейбриел „Гейб“ Дънкан е 10-годишно момче. Той доста мързелив, буен и си пада егоист. Не харесва много сестра си Чарли. Обича да играе видеоигри и да кара скейтборд и колело. Гейб в повечето епизоди се заяжда със съседката си г-жа Дабни. Той търси изгодната печалба в прости продажби или изнудване.

- Ейми Дънкан е майката на Теди, Пи Джей, Гейб и Чарли. Тя е медицинска сестра, добра майка и съпруга на Боб. Понякога прави грешки. Тя не готви много добре. Ейми често се хвали на другите от семейството си за нейните години в гимназиалната журналистика и се възползва от всеки удобен случай да покаже своите качества е ефир. Това често създава конфузни ситуации за нея и нейното семейство.

- Боб Дънкан е съпруг на Ейми и баща на Теди, Пи Джей, Гейб и Чарли. Той е екстерминатор и е специалист по животинско поведение и разбира от животни които проникват по домовете. Боб обича да яде и най-важното за него е да има сготвено. Той „командва“ в къщата, когато Ейми му „позволи“.
- Шарлот „Чарли“ Дънкан е бебето на семейство Дънкан. Тя е умно бебе и често прави пакости, които предизвикват смях. Чарли всъщност се оказва, че осъзнава повечето от случващото се около нея и тя често излиза единствената невинна от цялото семейство Дънкан. Чарли е единственото от семейството любимо дете на г-жа Дабни.

- Айви Уенс е приятелката на Теди. Има гадже на име Реймънд. Тя е доста буйна. На Айви не ѝ се отдава особено ученето и затова тя прибягва до помощ от най-добрата си приятелка Теди.

- Тоби Дънкън е петото дете на Дънкан. Той се появява в четвътия сезон на сериала.

## В България
В България сериалът стартира през 2010 г. по Disney Channel и приключва през 2014. Дублажът е синхронен на студио Доли.

## Синхронен дублаж

### Озвучаващи артисти
| Роля          | Български език   |
| ------------- | ---------------- |
| Теди Дънкан   | Мина Костова     |
| Ейми Дънкан   | Ася Рачева       |
| Гейб Дънкан   | Васил Пейков     |
| Боб Дънкан    | Радослав Рачев   |
| ПиДжей Дънкан | Кирил Бояджиев   |
| Айви          | Милица Гладнишка |
| Спенсър       | Ненчо Балабанов  |
| Естел Дабни   | Йоанна Микова    |

### Други гласове
| Петър Върбанов   |
| Лина Шишкова     |
| Татяна Етимова   |
| Иван Петков      |
| Илия Иванов      |
| Адриана Андреева |
| и други          |

## Филм
На 2 декември 2011 година е премиерата на филма Късмет Чарли! - Филмът.